# Nikon D5300

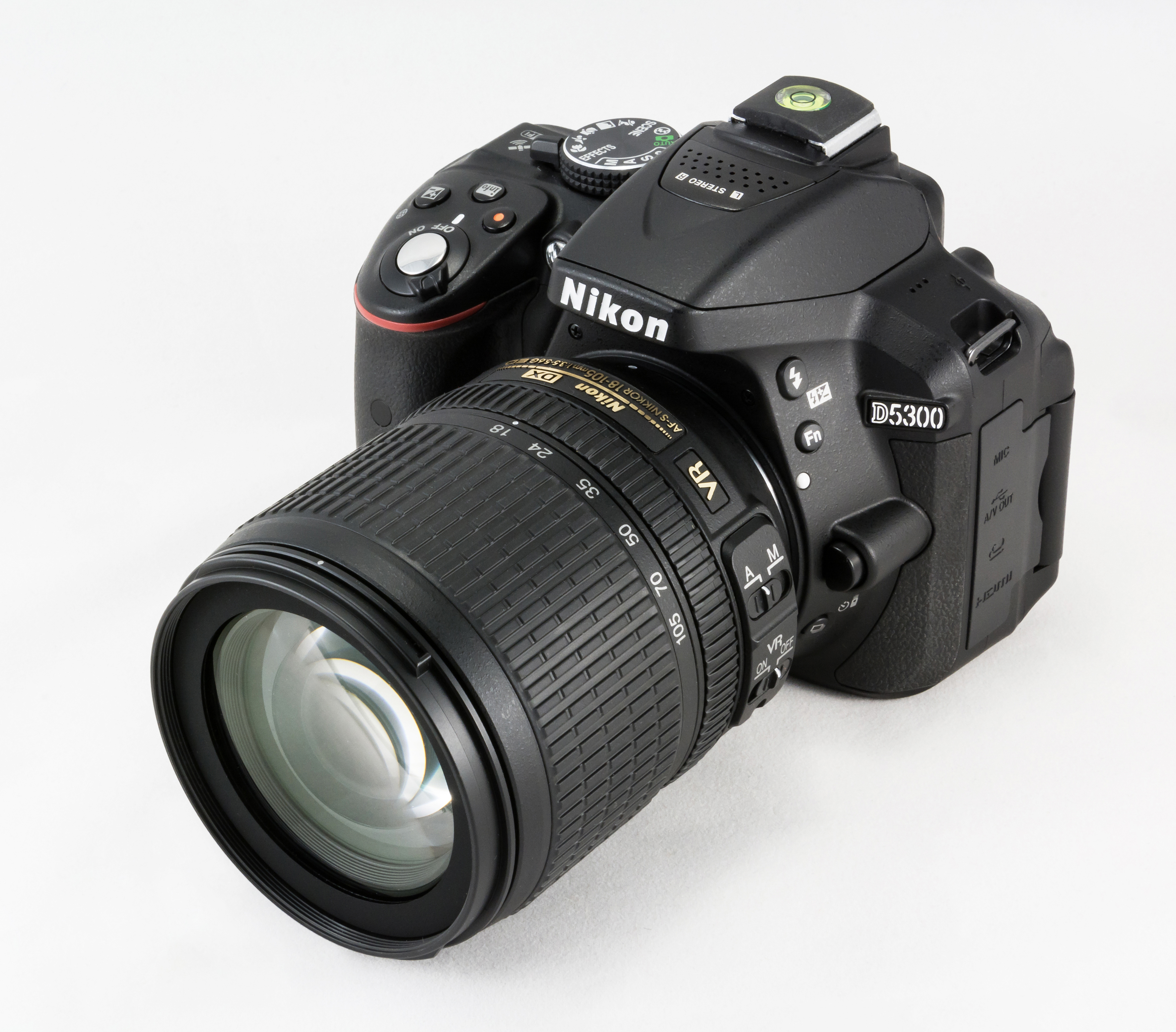
Nikon D5300

Nikon D5300 je digitální zrcadlovka Nikon s tělem z polymeru vyztuženého uhlíkovými vlákny a řadou nových technologii, uvedená společností Nikon dne 17. října 2013.
Zrcadlovka má nový obrazový procesor EXPEED 4 a je první (a zatím, ke dni 4. března 2018, jedinou) digitální zrcadlovkou, která má vestavěné Wi-Fi a GPS. Se svým předchůdcem, Nikon D5200, sdílí 24Mp snímač, avšak již bez AA filtru, podobně jako u modelu Nikon D7100.

## Technické údaje
- Obrazový procesor EXPEED 4 s nižší spotřebou energie; prodloužená životnost baterie na 600 snímků na 1 nabití.
- Full-HD video 1080p s automatickým zaostřováním taktéž v bez kompresním video formátu. Je první digitální zrcadlovkou Nikon s obrazovou frekvencí 60/50p při Full-HD rozlišení.
- Vestavěný GPS přijímač.
- Vestavěné Wi-Fi.
- Automatická korekce laterální chromatické aberace pro snímky ve formátu JPEG. Data jsou ukládané v souborech RAW a použitelné prostřednictvím nástrojů Nikon Capture NX či View NX.
- Nový optický hledáček typu "pentamirror" s 95% pokrytím.
- Devět speciálních efektů.
- Aktivní funkce D-Lighting.
- Vestavěný mód HDR.
- Vestavěná intervalová spoušť pro time-lapse fotografii.
- Tichý režim snímání.
- Vestavěné čištění snímače oklepáváním, řízená cirkulace vzduchu v šachtě zrcadla.
- HDMI výstup pro HD video.
- Vestavěné zpracování RAW souborů s rozšířeným menu pro zpracování fotografií bez použití počítače: D-Lighting, redukce červených očí, ořez, monochromatická fotografie a efekty filtrů, vyvážení barev, obrazové překrytí, NEF (RAW) zpracování, rychlá retuše, rovnání/zkreslení, rybí oko, barevná skica, barevná kresba, perspektiva, efekt miniatury, selektivní barvy, úprava videa, srovnání.
- Dva mikrofony pro stereo zvuk.
- 3,2" (81 mm) otočný a výklopný LCD displej.
- Lithium-ion baterie EN-EL14 nebo EN-EL14A
- Nepatrně menší a lehčí tělo (480 g) proti předchůdci.

Stejně jako ostatní digitální zrcadlovky spotřebitelské třídy, ani D5300 nemá vestavěný pohon automatického ostření, a plně-automatické ostření vyžaduje objektiv s integrovaným pohonem automatického ostření.